# 飛田浩明
飛田 浩明（とびた ひろあき、1990年8月18日 - ）は、茨城県出身のバスケットボール選手である。ポジションはシューティングガード。愛媛オレンジバイキングス所属。

## 来歴
兄の影響でバスケットボールを始めた。
水戸第二中学校を経て、取手松陽高校では2年の時の全国高等学校バスケットボール選抜優勝大会の県予選準決勝で選抜大会に33年連続出場の土浦日本大学高等学校を破り、決勝で常磐大学高等学校を破り、県立高校勢としては、34年ぶりに選抜大会に出場した。
を卒業し、日本大学に進学。卒業後、東京エクセレンスに入団した。
2013年9月24日の横浜ビー・コルセアーズとのプレシーズン・ゲームでは第2Qだけで3ポイントシュート3本を含む11得点をあげた。
2014年3月、チームメートの松永建作とともにOK Waveの企画で黒子のバスケの必殺技に挑戦した。
2021年7月、B3リーグ所属のベルテックス静岡へ移籍した。
2022年オフ、愛媛オレンジバイキングスに移籍。
2024年7月12日、現役引退。飛田選手現役引退のお知らせ